# جون إف. دينيسي
جون إف. دينيسي (بالإنجليزية: John F. Dean)‏ هو قاضي أمريكي، ولد في 1946.